# Elachistocleis skotogaster
Elachistocleis skotogaster é uma espécie de anfíbio da família Microhylidae.
Pode ser encontrada nos seguintes países: Argentina e possivelmente em Bolívia.
Os seus habitats naturais são: regiões subtropicais ou tropicais húmidas de alta altitude e marismas intermitentes de água doce.
Está ameaçada por perda de habitat.